# کریستر کریستنسون
کریستر کریستنسون (سوئدی: Krister Kristensson؛ زادهٔ ۲۵ ژوئیهٔ ۱۹۴۲) بازیکن و مربی فوتبال اهل سوئد بود.
از باشگاه‌هایی که در آن بازی کرده‌است می‌توان به باشگاه فوتبال مالمو اشاره کرد.
وی همچنین در تیم ملی فوتبال سوئد بازی کرده‌است.